# 医師の往診 (ステーンの絵画)

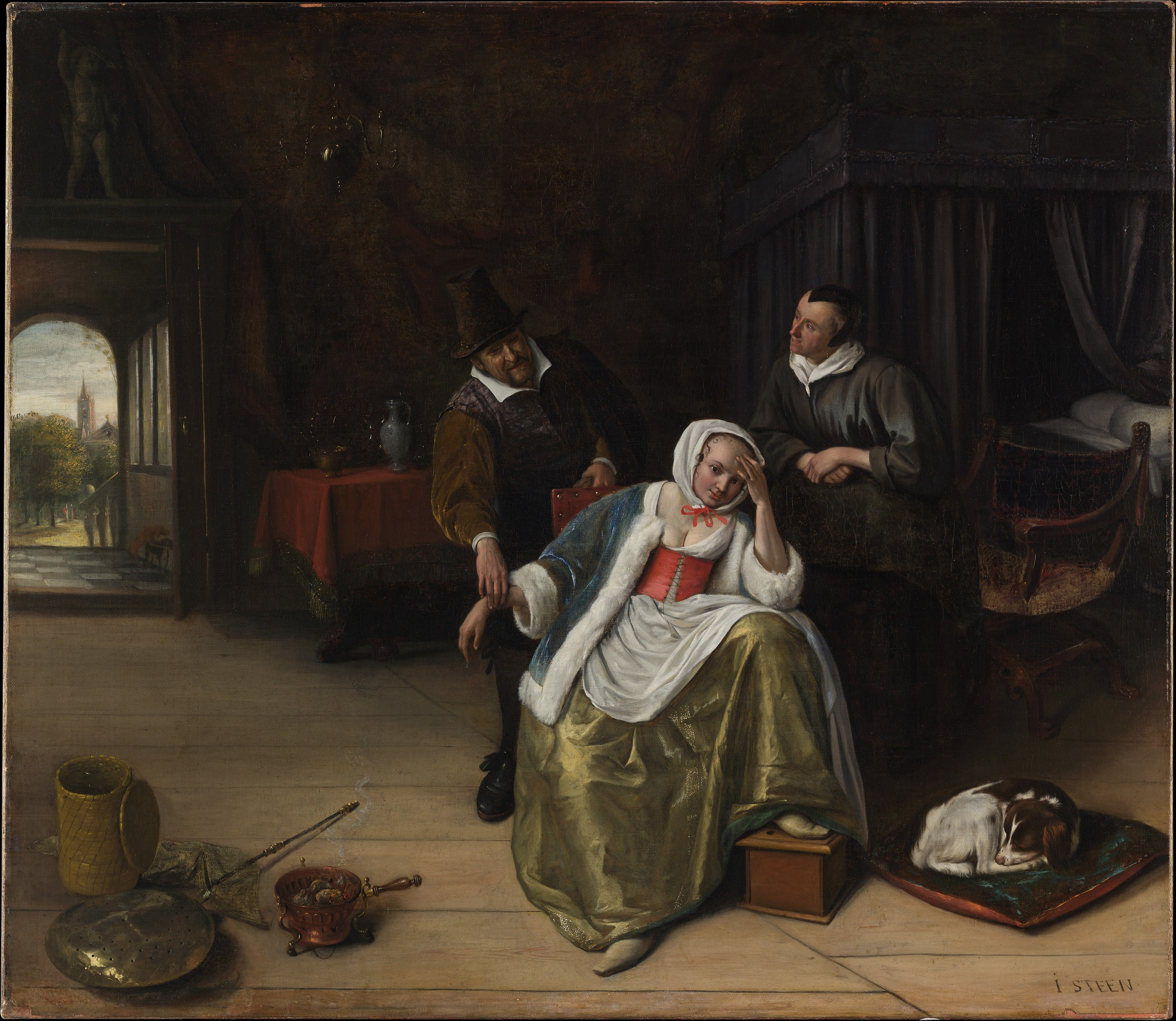
ヤン・ステーン『恋煩いの少女』、メトロポリタン美術館

『医師の往診』（いしのおうしん、蘭: Het bezoek van de dokter、英: The Physician's Visit）は、オランダ黄金時代の画家ヤン・ステーンが1660–1662年頃にキャンバス上に油彩で制作した風俗画である。現在、ロンドンのアプスリー・ハウスに所蔵されている。その主題は、メトロポリタン美術館所蔵の同時代の作『恋煩いの少女』と類似している。絵画は、1600年代に女性がいかに医師に診察されていたかを表している。作品は、いくつかの細部表現と、一見すると見逃してしまいかけない隠された象徴を持っているが、それらは作品の意味合いに寄与しているのである。

## 図像
この絵画は、1660年代に女性に施された医学的診察を視覚的に表現したものとなっている。ヤン・ステーンは、画中の人々が何を感じていたかを示すために、あからさまな表情を描いている。本作や『恋煩いの少女』のような絵画において、女性はたいてい若く、美しく、良い身なりをしている一方、椅子の上で上を向いた姿勢をしている。これらの絵画における女性の表情はしばしば虚ろで、ぼーっとしたものであり、医師が女性の脈を取っている。同様の他の絵画では、医師は助手が光にかざす採取した尿を見ている。 これらの絵画の背景の壁には、たいてい優雅な絵画がかかっている。 絵画は、決まって、もろく、受け身で、家庭に縛られた女性を描いたが、それは女性の現実ではなく、男性の願望であった。女性はまた、家族の人々に取り囲まれている。

## 作品
右側に座っている女性は病気に苦しんでいるように見えるが、罹っているのは病気ではなく恋煩いである。そのことを強調するため、壁には「ヴィーナスとアドーニス」の絵画が掛かっており、前景左側にいる少年は17世紀の服装をしたキューピッドである。女性の脈を取っている医師は、思わし気に尿の入った瓶を持っている女中を見ている。当時、恋煩いは脈を感じることで発見されると主張されていたが、尿の視覚的検診で恋患い、または妊娠も明らかになると主張されていたのである。女性の足元には火鉢があり、そこには彼女の服から取れたリボンがある。焦げたリボンのにおいは、失神している患者を気を取り戻すための気付け薬として用いられた。

## 歴史的背景
これらの絵画に表現されている美術と医学の関係は、しばしば見逃されている。医学的な絵画の主題は、17世紀においてもまだ信じられていた古代の医学理論に関連した方法で創作されていた。1600年代のオランダの画家たちと彼らの庇護者による絵画は、同時代の医学情報を参考にしていたが、画家たちや庇護者たちが他の言語による医学的知識を持っていたかどうかはわからない。 絵画は、医学療法をお決まりの人物と道具によって表現するのが常であった。すなわち、憔悴した女性、椅子、尿の入った容器、そして医師の助手である。